# Sorripas
Sorripas – miejscowość w Hiszpanii, w Aragonii, w prowincji Huesca, w comarce Alto Gállego, w gminie Sabiñánigo, 62 km od miasta Huesca i 6 km od siedziby gminy Sabiñánigo.
Według danych INE w 1999 roku miejscowość zamieszkiwało 28 osób. Wysokość bezwzględna miejscowości jest równa 849 m.